# Офше, Ричард
Ри́чард Дже́йсон О́фше (в некоторых источниках — Ричард Офш; англ. Richard Jason Ofshe; р. 1941) — американский психолог и социолог, профессор Калифорнийского университета в Беркли. Область деятельности: социальный контроль, социальная психология, влияние при допросах и влияние, вызывающее ложные воспоминания (в психотерапии).

## Награды
- Лауреат премий:[4][5][6]
  - Член общества имени Джона Симона Гуггенхайма с 1973 года[7]
  - Лауреат премии Роя Доркуса (англ. Roy Dorcus Award) за лучшую статью о клиническом гипнозе (1994) — статья "Recovered Memory Therapy and Robust Repression: Influence and Pseudomemories.", премия присуждена от Общества клинического и экспериментального гипноза (англ. Society for Clinical and Experimental Hypnosis)[8]
  - Газета — Point Reyes Light[англ.] удостоена Пулитцеровской премии за служение обществу (1979) за статьи, составленные вместе с Офше и посвящённые расследованию деятельности движения «Синанон[англ.]»[9].
- Член ассоциаций:[3]
  - Американская социологическая ассоциация
  - Американская психологическая ассоциация
  - Ассоциация психологических наук
  - Ассоциация социологической практики (англ. Sociological Practice Association)
  - Тихоокеанская социологическая ассоциация (англ. Pacific Sociological Association)

### Книги
- Utility and Choice in Social Interaction (в соавторстве с Линн Офше)
- Intepersonal Behavior in Small Groups
- The Light on Synanon (в соавторстве с Дэвидом и Кэти Митчеллами)
- Making Monsters: False Memories, Psychotherapy, And Sexual Hysteria (в соавторстве с Итаном Уоттерсом[англ.])
- Therapy's Delusions: The Myth of the Unconscious and the Exploitation of Today's Walking Worried (в соавторстве с Итаном Уэттерсом)
- The Sociology of the Possible (редактор)

### Статьи
- "The Social Psychology of Police Interrogation: The Theory and Classification of True and False Confessions." Studies in Law, Politics and Society, 16, pp. 189–251. Richard Ofshe and Richard Leo. 1997.
- "The Decision to Confess Falsely: Rational Choice and Irrational Action." Denver University Law Review. "Symposium: An Interdisciplinary Examination of Coercion, Exploitation and the Law. 74, 4, pp. 979-1122. Richard Ofshe and Richard Leo. 1997.
- "Defending the Innocent." The Champion. December. Richard Ofshe. 2007
- "Thought Reform Programs and the Production of Psychiatric Casualties", Psychiatric Annals, 20:4, April 1990, Margaret Thaler Singer, Ph.D., and Richard Ofshe, Ph.D.
- Attacks on Peripheral versus Central Elements of Self and the Impact of Thought Reforming Techniques Архивная копия от 4 декабря 2004 на Wayback Machine, The Cultic Studies Journal, Vol 3, N°1, 1986, Richard Ofshe, Ph.D. and Margaret T. Singer, Ph.D.
- "Coercive Persuasion and Attitude Change", Encyclopedia of Sociology Volume 1, Macmillan Publishing Company, New York, By Richard J. Ofshe, Ph.D.
- "The Consequences of False Confessions: Deprivations of Liberty and Miscarriages of Justice in the Age of Psychological Interrogation", Journal article by Richard A. Leo, Richard J. Ofshe; Journal of Criminal Law and Criminology, Vol. 88, 1998
- The Process of Status Evolution Архивная копия от 8 января 2022 на Wayback Machine, M. Hamit Fisek, Richard Ofshe, Sociometry, Vol. 33, No. 3 (Sep., 1970), pp. 327–346
- The Impact of Behavioral Style and Status Characteristics on Social Influence: A Test of Two Competing Theories Архивная копия от 8 января 2022 на Wayback Machine, Margaret T. Lee, Richard Ofshe, Social Psychology Quarterly, Vol. 44, No. 2 (Jun., 1981), pp. 73–82